# 고양이자리

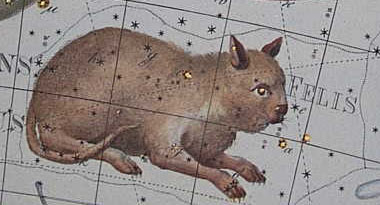
고양이자리

고양이자리(라틴어: Felis 펠리스[*])는 1799년 프랑스의 천문학자 제롬 랄랑드가 만든 별자리였다. 그는 고양이를 좋아하는 사람으로서 당시 별자리들 중에 고양이가 없다는 점(사자자리, 작은사자자리, 살쾡이자리의 고양이과 동물은 있었다.)을 안타깝게 여겨 이 이름을 지었다. 공기펌프자리와 바다뱀자리 사이에 위치했으나 현재는 폐기되었다.
이 별자리는 요한 엘레르트 보데의 저서 《천체도 또는 별들의 묘사》(Uranographia sive Astrorum Descriptio, 1801년)에서 처음 등장했다.
이 별자리의 가장 밝은 별인 HD 85951은 2018년 6월 1일 국제천문연맹이 "펠리스"라고 명명하였으며, 현재 국제천문연맹이 승인한 항성 이름 목록에 포함되어 있다.